# Шамац
Шамац (на босненски: Šamac; на хърватски: Šamac; на сръбски: Шамац или Šamac) е град в Република Сръбска, федерация Босна и Херцеговина. Административен център на община Шамац в Босненска Посавина. Населението на града през 1991 година е 6239 души.

## География
Градът е разположен е при устието на река Босна, приток на река Сава. Срещу него в Хърватия се намира Славонски Шамац. Намира се на 82 метра надморска височина, на 35 километра северозападно от град Бръчко.

## Население
Населението на града през 1991 година е 6239 души.

### Етнически състав
| Босански Шамац        |                |                |                |
| Година на преброяване | 1991.          | 1981.          | 1971.          |
| Мюсюлмани             | 2.178 (34,90%) | 1.697 (30,27%) | 2.163 (44,35%) |
| Сърби                 | 1.755 (28,12%) | 1.342 (23,94%) | 1.500 (30,75%) |
| Хървати               | 827 (13,25%)   | 687 (12,25%)   | 726 (14,88%)   |
| Югославяни            | 1.195 (19,15%) | 1.774 (31,65%) | 429 (8,79%)    |
| Други и неопределени  | 284 (4,55%)    | 105 (1,87%)    | 59 (1,20%)     |
| Общо                  | 6.239          | 5.605          | 4.877          |

## Спорт
Местен футболен тим е Борац, основан през 1919 година.

## Личности
- Алия Изетбегович (1925–2003) – босненски политик
- Зоран Джинджич (1952-2003) – сръбски политик